# Дуглас, Джон Эдвард
Джон Эдвард Дуглас (англ. John Edward Douglas; род. 18 июня 1945, Бруклин, Нью-Йорк) — американский криминалист и криминолог, представитель правоохранительных органов. Бывший специальный агент и начальник отдела следственной поддержки Национального центра анализа насильственных преступлений (NCAVC) Федерального бюро расследований (ФБР). Один из первых криминальных профилировщиков. Автор книг по криминальной психологии.

## Ранняя жизнь
Родился 18 июня 1945 года в Бруклине, Нью-Йорк.
Четырехлетний ветеран Военно-воздушных сил США (с 1966 по 1970 годы).
Получил бакалавра наук по социологии/физического воспитания/отдыха в Восточном университете Нью-Мексико, магистра наук в области психологии образования/руководства и консультирования в Висконсинском университете в Милуоки, специалиста обучения в области управления и наставничества/образования взрослых в Висконсинском университете в Милуоки и доктора философии в Юго-Восточного университета Нова в области сравнительных методик обучения сотрудников полиции классификации преступлений.

## Карьера
Дуглас начал работать в ФБР начиная с 1970 года, и его первое назначение было в Детройте, штат Мичиган. В полевых условиях он служил снайпером в местной команде SWAT ФБР, а затем стал переговорщиком по заложникам. В 1977 году перешёл в Отдел поведенческих наук (BSU), где в Академии ФБР в Куантико преподавал новым специальным агентам ФБР, полевым агентам и офицерам полиции умение вести переговоры по заложникам и прикладную криминальную психологию. Он создал и возглавил программу ФБР по профилированию преступлений, а затем был назначен начальником отдела следственной поддержки подразделения Национального центра анализа насильственных преступлений (NCAVC) ФБР.
Во время поездок по стране, проводя инструктаж полиции, Дуглас начал проводить интервью с серийными убийцами и другими преступниками, совершившими насильственные сексуальные преступления, в различных тюрьмах. Он опросил некоторых из самых заметных преступников в недавней истории, в том числе Дэвида Берковица, Теда Банди, Джона Гейси, Чарльза Мэнсона, Линетт Фромм, Сару Джейн Мур, Эдмунда Кемпер, Джеймса Эрл Рэя, Роберт Хансена, Серхан Серхана, Ричарда Спека, Дональда Харви и Джозефа Пола Франклина. Он использовал информацию, полученную из этих интервью в книге «Сексуальное преступление: закономерности и мотивы», за которой следует Руководство по классификации преступлений (CCM). Позже Дуглас получил две премии Томаса Джефферсона за академическое отличие в Виргинском университете за его исследовательскую работу.

### Профилирование
Дуглас исследовал места преступлений и создал профили преступников, описывая их привычки и пытаясь предсказать их дальнейшие шаги. В тех случаях,  когда его работа помогала задержать преступников, он выстраивал стратегии допроса и судебного преследования. На момент разработки концепции криминального профилирования Дуглас утверждал, что подвергался критике со стороны своих коллег, пока полиция и ФБР не поняли, что он разработал чрезвычайно полезный инструмент для поимки преступников.
С момента выхода на пенсию из ФБР в 1995 году Дуглас приобрёл международную известность как автор серии книг, подробно рассказывающих о своей жизни, выслеживании и поимке серийных убийц. Джон неоднократно появлялся на телевидении. Дуглас написал учебники для профилирования классов ответственности.  Он автор нескольких книг в соавторстве с Марком Олшэйкером.

#### Известные дела
Впервые Дуглас стал известен широкой публике при расследовании убийств в Атланте 1979-81 годов. Ещё в начале расследования он дал интервью для журнала People, где предположил, что убийцей является чернокожий молодой человек. Когда по делу был арестован Уэйн Уильямс, Дуглас высказался в духе, что тот «хорошо подходит для обвинения во многих убийствах», за что получил выговор от Директора ФБР. Тем не менее, он присутствовал на последующем судебном разбирательстве и помог обвинению заставить Уильямса проявить злость, испытываемую к жертве. Это стало важнейшим доказательством виновности Уильямса.
Дуглас был консультантом ещё в одном знаменитом деле, известном как «трое из Западного Мемфиса». В 1993 году были убиты три восьмилетних мальчика. И полиция, и прокуратура заявили, что дети умерли в результате сатанистских жертвоприношений. Три подростка позже были судимы и осуждены по этой версии (сатанизм). Дуглас консультировал защиту в 2006-07 годах. К тому времени появились новые доказательства невиновности подростков, и  Дуглас пришёл к выводу, что убийства не были связаны с сатанизмом, а были незапланированными убийствами, совершенными одним взрослым человеком, который знал жертв и испытывал к ним неприязнь. В 2011 три подростка были освобождены.
Дуглас много писал в поддержку Аманды Нокс, представляя доказательства её невиновности в книге Забытый убийца.

## Прототип для вымышленных персонажей
Джек Кроуфорд, главный герой романов Томаса Харриса Красный дракон и Молчание ягнят, был непосредственно основан на личности Дугласа. Кроуфорда сыграли Деннис Фарина в фильме Охотник на людей, Скотт Гленн в фильме Молчание ягнят, Харви Кейтель в фильме 2002 года Красный дракон и Лоренс Фишберн в сериале 2013 года от NBC Ганнибал.
По словам Брайана Фуллера, создателя сериала Ганнибал, частично на личности Дугласа основан образ Уилла Грэма.
В январе 2015 года, создатели ТВ-шоу Мыслить как преступник подтвердили что персонажи агентов ФБР Джейсон Гидэон и Дэвид Росси основаны на личности Дугласа.
Телевизионная адаптация книги Охотники за умами: ФБР против серийных убийств была выбрана Netflix. «Охотник за разумом» с Джонатаном Гроффом, который играет специального агента Холдэна Форда, основанного на личности Дугласа, изначально задумывался как пилот для HBO совместно с продюсерской компанией Шарлиз Терон и режиссёром Дэвидом Финчером.

## Публикации

### Научно-популярные
- Douglas, John E., Ann W. Burgess, R.N., D.N Sc., Allen G. Burgess, Robert K. Ressler. Crime Classification Manual: A Standard System for Investigating and Classifying Violent Crimes. Lexington, Mass.: Lexington Books. 1992. ISBN 978-0-669-24638-4
- Douglas, John E., Mark Olshaker. Mindhunter: Inside the FBI's Elite Serial Crime Unit. New York: Scribner. 1995. ISBN 978-0-671-01375-2
- Douglas, John E., Mark Olshaker. Journey into Darkness. New York: Scribner. 1997. ISBN 978-0-684-83304-0
- Douglas, John E., Mark Olshaker. Obsession: The FBI's Legendary Profiler Probes the Psyches of Killers, Rapists and Stalkers and Their Victims and Tells How to Fight Back. New York: Scribner. 1998. ISBN 978-0-684-84560-9
- Douglas, John E. Guide to Careers in the FBI. New York: Simon and Schuster. 1998. ISBN 978-0-684-85504-2
- Douglas, John E., Mark Olshaker. The Anatomy of Motive: The FBI's Legendary Mindhunter Explores the Key to Understanding and Catching Violent Criminals. New York: Scribner. 1999. ISBN 978-0-684-84598-2
- Douglas, John E., Mark Olshaker. The Cases That Haunt Us[англ.]. New York: Scribner. 2000. ISBN 978-0-684-84600-2
- Douglas, John E., John Douglas' Guide to the Police Officer Exams."Kaplan Publishing. 2000. ISBN 978-0-684-85506-6
- Douglas, John E., Stephen Singular. Anyone You Want Me to Be: A True Story of Sex and Death on the Internet. New York: Scribner. 2003. ISBN 978-0-7432-2635-6
- Douglas, John E. John Douglas's Guide to Landing a Career in Law Enforcement. McGraw-Hill. 2004. ISBN 978-0-07-141717-4
- Douglas, John E., Ann W. Burgess, R.N., D.N Sc., Allen G. Burgess, Robert K. Ressler. Crime Classification Manual: A Standard System for Investigating and Classifying Violent Crimes, 2nd Edition. San Francisco: Jossey-Bass. 2006. ISBN 978-0-7879-8642-1
- Douglas, John E., Johnny Dodd. Inside the Mind of BTK: The True Story Behind the Thirty-Year Hunt for the Notorious Wichita Serial Killer. San Francisco: Jossey-Bass. 2007. ISBN 978-0-7879-8484-7
- Douglas, John E., Mark Olshaker. Law & Disorder. New York: Kensington 2013. ISBN 978-0-7582-7312-3

### Художественные
- Douglas, John E., Mark Olshaker. Broken Wings (Mindhunters). Atria. 1999. ISBN 978-0-671-02391-1
- Douglas, John E. Man Down: A Broken Wings Thriller. (alternate title: Man Down, Vol. 2) Atria. 2002. ISBN 978-0-671-02392-8

## Переводы на русский
- Дуглас Д., Олшейкер М. Как определить серийного убийцу. Из опыта сотрудника ФБР. — М.: Алгоритм, 2016. — 365 с. (Анатомия преступлений). ISBN 978-5-906-842-46-6 : 1000 экз.
- Дуглас Д., Олшейкер М. Охотники за умами: ФБР против серийных убийств / Пер. с англ. А. Соколова. — М.: Крон-пресс, 1998. — 412 с. (SK). ISBN 5-232-00716-5
- Дуглас Д., Олшейкер М. Охотник за разумом: особый отдел ФБР по расследованию серийных убийств / пер. с англ. Г. Ю. Михайлов. — М.: Рипол-классик; СПб.: Пальмира, 2019. — 511 с. (Настоящие преступники = True crime) (Бестселлер New York Times). ISBN 978-5-386-12365-9 : 3000 экз.
- Дуглас Д., Олшейкер М. Погружение во мрак = Journey into darkness / Пер. с англ. У. Сапциной. — М.: Крон-пресс, 1998. — 445 с. : ил., портр., факс. (SK : Суперкиллер).ISBN 5-232-00711-4
- Дуглас Д., Олшейкер М. Психологический портрет убийцы. Секретные методики ФБР. — М.: Алгоритм, 2016. — 431 с. (Человек преступный. Классика криминальной психологии). ISBN 978-5-906861-57-3 : 1500 экз.
- Дуглас Д., Нокс М. Я — серийный убийца: откровения великих маньяков: пер. с англ. — М.: Алгоритм, 2017. — 335 с. (Человек преступный. Классика криминальной психологии). ISBN 978-5-906947-95-6 : 1500 экз.

## Внешние ссылки
- John Douglas's Mindhunters website